# 重慶博森電氣集團
重慶博森電氣(集團)公司，是中國西部最大電氣和開關生產商，生產基地設於重慶，在1996年由重庆电器厂和重庆开关厂合併成立，屬於重慶機電控股(集團)公司旗下公司。
主要業務為生產电气类、汽车、摩托车配件类及工程。

## 事件
1958年成立，中國西部電器生產商，生產基地設於重慶，但自從在1996年，和重庆开关厂合併後，「重慶博森電氣(集團)公司」取代，屬於重慶機電控股(集團)公司旗下公司。

## 外部連線
- cqbosen.com.cn